# Monts-sur-Guesnes
Monts-sur-Guesnes is een gemeente in het Franse departement Vienne (regio Nouvelle-Aquitaine) en telt 639 inwoners (2005). De plaats maakt deel uit van het arrondissement Châtellerault.

## Geografie
De oppervlakte van Monts-sur-Guesnes bedraagt 11,5 km², de bevolkingsdichtheid is 55,6 inwoners per km².
De onderstaande kaart toont de ligging van Monts-sur-Guesnes met de belangrijkste infrastructuur en aangrenzende gemeenten.

## Demografie
Onderstaande figuur toont het verloop van het inwonertal (bron: INSEE-tellingen).